# Rich's (warenhuis)
Rich's was een warenhuisketen, met het hoofdkantoor in Atlanta, Georgia, die actief was in het zuiden van de VS van 1867 tot 6 maart 2005, toen de naam werd vervangen door Macy's. Veel van de voormalige Rich's-winkels vormen tegenwoordig de kern van Macy's Central, een in Atlanta gevestigde divisie van Macy's, Inc., die voorheen opereerde als Federated Department Stores, Inc.

## Geschiedenis

### Beginjaren
De detailhandelaar begon op 28 mei 1867 op 36 Whitehall Street in Atlanta als M. Rich & Co., een textielwinkel in droge goederen. De enige eigenaar was Mauritius Reich (verengelst tot Morris Rich), een Hongaarse Joodse immigrant. De naam werd gewijzigd in M. Rich & Bro. in 1877, toen Morris en zijn broer Emanuel een partnerschap aangingen. In 1884, toen de derde broer Daniel tot het partnerschap werd toegelaten, werd de naam M. Rich & Bros. Met het succes van het bedrijf kwam de behoefte aan uitbreiding en de winkel werd verplaatst naar steeds grotere locaties: in juli 1875 naar Whitehall Street 35; in september 1875 naar Whitehall Street 43; in oktober 1875 naar Whitehall Street 65, op de hoek met Hunter Street (nu M.L. King Boulevard); en in september 1882 naar Whitehall Street 54-56. 
In 1877 werd Rich's beschouwd als een van de "Big Five"-winkels in de stad, in de klasse van Chamberlain, Boyton &amp; Co .; Ryan's; Keeley's; en Dougherty's; en later van de J.M. High Company.
In 1901 werd Rich's een echt warenhuis toen ze soortgelijke artikelen in aparte afdelingen ging verkopen. Het bedrijf werd opgericht als M. Rich & Bros. Co. In 1906 werd het aangrenzende M. Kutz & Co.-gebouw op Whitehall Street 52 verworven. Zowel dit gebouw als Whitehall Street 54-56 werden afgebroken. Rich's sloot zijn meubelafdeling en verplaatste zijn droge goederen naar dat gebouw, totdat er een nieuw gebouw kon worden gebouwd op de plaats van 52-54-56 Whitehall Street. In april 1907 werd het nieuwe 'emporium' geopend. Dat gebouw staat er nog steeds, bekend als het M. Rich and Brothers and Company Building, op het huidige adres Peachtree Street SE 82.
In 1924 verhuisde Rich's naar zijn laatste vlaggenschipwinkel op Broad Street 45 SE, tussen Alabama en Hunter Street, waar het tot de sluiting in 1991 zou blijven. Dat gebouw, dat nu deel uitmaakt van het Sam Nunn Atlanta Federal Center-complex, werd in de loop van zijn bestaan als warenhuis acht keer uitgebreid. Het is een voorbeeld van de Palazzo-stijl, een populair thema voor warenhuizen die in het begin van de twintigste eeuw werden gebouwd. De uitbreiding van Store for Homes uit 1946/1948, ten zuidoosten van het gebouw uit 1924 aan de overkant van Forsyth Street, was een van de vroegste voorbeelden van architectuur in de Internationale Stijl in Atlanta.
In 1929 werd het bedrijf gereorganiseerd en werd het winkelgedeelte van de onderneming simpelweg Rich's, terwijl een nieuwe, aparte onderneming genaamd M. Rich & Bros. Co. zou opereren als een vastgoedbedrijf.
Daniels zoon Walter Rich volgde zijn oom Morris op als voorzitter van Rich van 1926 tot 1947. De kleinzoon van Morris Rich, Richard H. Rich, nam de winkel in 1949 over. Onder leiding van Richard Rich, liefkozend Dick Rich genoemd, begon Rich in de jaren 1950 met uitbreiding. Rich's opende in 1955 zijn eerste nieuwe winkel buiten Atlanta, toen er een winkel werd geopend in Knoxville, Tennessee. Rich's opende in 1959 zijn eerste winkel in een buitenwijk op Lenox Square, het eerste winkelcentrum van Georgia. Het openluchtwinkelcentrum deelde de ruimte met het andere grote warenhuis in Atlanta, Davison's. Datzelfde jaar opende Rich's ook een winkel in het Belvedere Plaza Shopping Center, een groot winkelcentrum met twee verdiepingen in Belvedere Park, vlak bij Decatur. Toen de winst terugliep, verkocht Rich's zijn winkel in Knoxville aan Miller's en richtte zich opnieuw op zijn winkels in Georgia.

### Tradities
Twee feesttradities die bij Rich hoorden, waren de Great Tree en de Pink Pig Flyer. De Great Tree, bedacht door directeur Frank Pallotta, was in 1948 een enorme pijnboom die bovenop de glazen 'Crystal Bridge' met meerdere verdiepingen stond. Deze brug verbond de belangrijkste winkel in het centrum van Atlanta, waar de 'Store for Fashion' gevestigd was, met de 'Store for Homes' aan de overkant van Forsyth Street. Na de sluiting van de winkel in het stadscentrum in 1991 verhuisden de Great Tree en de jaarlijkse festiviteiten rond de verlichting van de boom op Thanksgiving-avond naar het nabijgelegen Underground Atlanta. Na enkele jaren van tegenvallende bezoekersaantallen werd de boom verplaatst naar de bovenkant van de herenwinkel op het Lenox Square-terrein. Hierdoor kwam de boom op de hoek van het winkelcentrum te staan, het dichtst bij de belangrijke kruising van Peachtree en Lenox Roads. Bij de ceremonie voor het aansteken van de boom traden traditioneel country- en popartiesten uit Georgia op, zoals Kenny Rogers, en verschillende koren van plaatselijke kerken. Ook werd er een uitvoering van "O Holy Night" gezongen, waarbij de boom door een kind werd aangestoken tijdens de hoogste noot van de regel "O night divine".

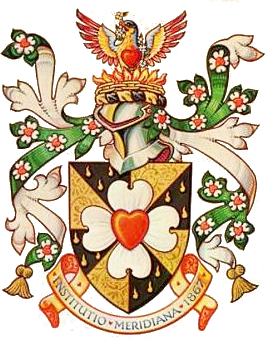
Wapen van het warenhuis Rich's

De Pink Pig (geïnstalleerd in 1956 en oorspronkelijk bekend als The Snowball Express) was een monorail op kinderhoogte die aan het plafond van een deel van de Plaza-verdieping van de Store for Homes hing. De passasgiers hadden een panoramisch uitzicht op de speelgoedafdeling beneden. In 1965 werd het verplaatst naar het dak van de winkel, waar een tweede monorail werd toegevoegd. Het duo werd bekend als de Pink Pig Flyers (in de jaren 1970 kregen ze de namen Priscilla en Percival). De voorste wagons van de treinen hadden varkensgezichten en de achterste wagons hadden gekrulde staarten. Jarenlang na de sluiting van de winkel in het stadscentrum werden de Pink Pigs tentoongesteld op het Festival of Trees in het Georgia World Congress Center. Macy's Lenox Square zette de vakantietraditie voort met een nieuw ontworpen treintje op kinderformaat (in plaats van een monorail) dat op de bovenste verdieping van de Lenox Road Parking Deck werd neergezet. De treinreis voerde de passagiers door het sprookjesachtige verhaal van Priscilla Pig. In september 2021 maakte Macy's bekend dat de Pink Pig Flyer zou stoppen. De originele monorailwagons van de Pink Pig Flyers staan in het Atlanta History Center, waar ze af en toe worden tentoongesteld.

### Uitbreiding
De meest agressieve expansie van Rich vond plaats in de jaren 1960 en 1970. In de jaren 1960 werden er in de omgeving van Atlanta nog vier winkels geopend, waarvan twee enorme winkels met drie verdiepingen en een compleet assortiment. Hoewel deze uitbreiding leidde tot aanhoudend succes voor de keten, ging het ten koste van de omzet van de winkel in het stadscentrum. Op dat moment was Rich's het grootste regionale warenhuis van het land, hoewel het bij het grote publiek buiten Georgia nog grotendeels onbekend was. Dit zou echter snel veranderen.
Gedurende de jaren 1970 werden er nog vier Rich's-vestigingen geopend in Georgia, waaronder één in Augusta. Dit was de eerste vestiging in de staat buiten Atlanta. Rich's begon ook met een agressieve uitbreiding met winkels in Alabama en South Carolina. Er waren ook plannen om Rich's pas veel later, begin jaren negentig, uit te breiden naar Charlotte, maar deze werden afgeblazen. Van alle winkels buiten de staat zorgden de winkels die in Greenville, Columbia en Birmingham (twee geopend, en een derde in 1986) werden geopend voor de grootste concurrentie in die steden ten opzichte van de regionale ketens Pizitz, Loveman's en Parisian.

### Federated
De verkoop aan Federated in 1976 maakte een einde aan een familiebedrijf dat ruim 100 jaar in handen was van de familie Rich. Afgezien van de Great Tree werden de meeste tradities van Rich's en de afdelingen (inclusief de bakkerij) begin jaren negentig afgeschaft. De loyaliteit aan de keten bleef echter groot, zelfs nadat de vlaggenschipwinkel in het stadscentrum in 1991 werd gesloten.
In 1994 nam het moederbedrijf van Rich's Macy's over, dat historisch gezien de rivaliserende keten van Atlanta was onder de vlag van Davison's. Het jaar daarop fuseerde Rich's met Lazarus in het Middenwesten en Goldsmith's in Memphis. Door de fusie groeide de keten op zakelijk vlak, aangezien deze vanuit Atlanta opereerde. De winkels van Lazarus en Goldsmith bleven echter onder hun regionale namen opereren. De fusie met Goldsmith's vond plaats in 1988 en met Lazarus in 1995. Lazarus was een van de oprichtende winkelketens van Federated.

### Sluiting van Davison's/Macy's-winkels
Toen Rich's en Macy's allebei eigendom waren van hetzelfde bedrijf, ontstond er een overlapping van de twee ketens die allemaal dezelfde producten verkochten. Aanvankelijk bleven beide winkels open, maar Macy's verloor zijn duurdere producten en werd duidelijk goedkoper in vergelijking met Rich's. In 2003 werd besloten om alle voormalige Davison's/Macy's-winkels in Atlanta te sluiten (sinds Town Center bij Cobb in 1986 waren er geen nieuwe Macy's-winkels meer in Atlanta gebouwd) en Rich's gezamenlijk onder de naam Rich's-Macy's te brengen. De enige oorspronkelijke Macy's/Davison's-winkel die open is gebleven, is die in de Northlake Mall. Oorspronkelijk zou de winkel in het centrum van Atlanta open blijven, maar door een plotselinge koerswijziging van Macy's moest de laatste grote winkel in het centrum van Atlanta sluiten. De bedoeling van de naamswijziging was om de keten langzaam af te bouwen in plaats van een plotselinge verandering. Zo wilde men de negatieve reacties op de sluiting van een instituut in Atlanta, verminderen, vergelijkbaar met Marshall Field's in Chicago. Omdat Macy's al sinds de overname van Davison's in de jaren 1920 een bekende naam was in de detailhandel in Atlanta, werden de trouwe klanten van Rich's die naar andere winkels overliepen, vervangen door vaste klanten van Macy's/Davison's.
In hetzelfde jaar dat Rich's en Macy's fuseerden, werd Macy's (het vlaggenschip van Davison's) in het stadscentrum gesloten. Ook bij de fusie werden de Macy's aan Lenox Square en in de Perimeter Mall (beide voormalige Davison's) heropend als Bloomingdale's. Het filiaal in de Perimeter Mall sloot in maart 2012 en heropende als een filiaal van de Von Maur-keten. De Macy's in de Greenbriar Mall werd in april 2021 gesloten. De Macy's-filialen in de Cumberland Mall, Lenox Square, Northlake Mall en Town Center bleven vanaf 2022 open. Toen de winkel in het Cobb Center Mall in 2004 sloot, werd de meubelafdeling verplaatst naar het Town Center.
In 1995 werd de Rich's 1924-winkel in het centrum van Atlanta onderdeel van het Sam Nunn Atlanta Federal Center. Het staat bekend als "The 1924 Building". The Store For Homes, de "Crystal Bridge" en een betonnen parkeerdek met een plaatselijk bekende spiraalvormige hellingbaan werden afgebroken en vervangen door een hoogbouw, een klein gebouw met een McDonald's en andere winkelruimte, en een stevigere verbinding tussen de hoogbouw en het oorspronkelijke Rich's-gebouw uit 1924. De bovenste verdieping van het gebouw uit 1924, een latere toevoeging van beton- en glasblokken die niet in de stijl van het origineel was, werd verwijderd. Een uitbreiding in de stijl van het origineel werd gebouwd op de hoek van Forsyth Street en Old Alabama Street, waar voorheen een park was gevestigd en waar voorheen de kantoren van <i id="mwjQ">The Atlanta Journal</i> waren gevestigd, voordat deze fuseerde met <i id="mwjw">The Atlanta Constitution</i>.

### Naamswijzigingen

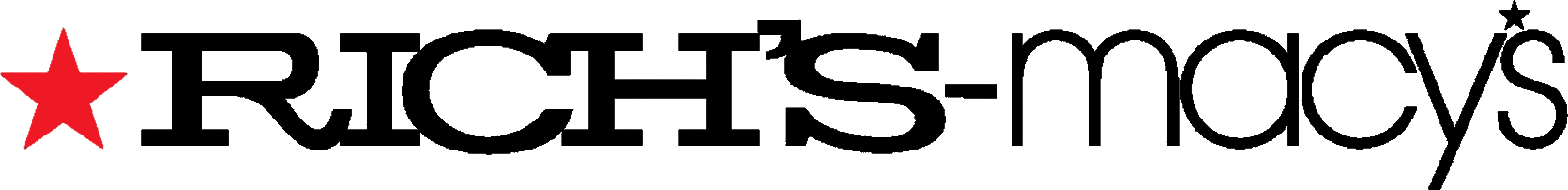
Rich's-Macy's overgangslogo

Na 138 jaar verdween het merk Rich's (later Rich's-Macy's) op 6 maart 2005. Andere historische winkelnamen, "Goldsmith-Macy's" en "Lazarus-Macy's", werden geschrapt en de winkels kregen de naam Macy's. De winkels in de omgeving van Atlanta bevinden zich in de regio Macy's Southeast met de districten Atlanta East en Atlanta West.  Een kenmerkend evenement van de winkel, Rich's Great Tree, werd tot 2022 voortgezet als een jaarlijks Thanksgiving-evenement in Atlanta op de locatie in Lenox, onder de naam Macy's Great Tree. Sommige gebouwen waar ooit Rich's winkels gevestigd waren, worden nog steeds onder de naam Macy's gerund. Sommige voormalige gebouwen van Rich's worden niet meer gebruikt, omdat de winkelcentra waarin ze gevestigd waren, gesloten zijn. De discountwinkelketen Richway, opgericht in 1968, werd verkocht en werd in 1988 onderdeel van Target Stores.

### De Rich-familie
Morris, Emanuel en Daniel Rich zijn begraven op de Oakland Cemetery in het oosten van Atlanta. Walter Rich en Dick Rich zijn begraven op de Westview Cemetery in het zuidwesten van Atlanta. Veel afstammelingen van de familie Rich wonen in de omgeving van Atlanta.

## Vlaggenschipwinkel 1924–1991
Het oorspronkelijke gebouw werd geopend op 24 maart 1924 en werd acht keer uitgebreid. Het complex zou uiteindelijk twee volledige stadsblokken omvatten, begrensd door Broad Street, Alabama Street, Spring Street en Hunter Street (nu Martin Luther King, Jr. Drive), en uiteindelijk 1.161.288 m² vloeroppervlakte tellen in 1966, voordat de verkoopruimte werd teruggebracht tot slechts 27.871) m²   halverwege de jaren 1980. De architectonische stijl van de Main Store weerspiegelt het uiterlijk van een Italiaans palazzo, een geliefd thema dat geassocieerd wordt met warenhuizen die in het begin van de twintigste eeuw zijn gebouwd. 
| Jaar                | Toevoegingen | Kosten              | Toegevoegde vierkante voet | Totale vierkante voet    |
| ------------------- | --- | ------------------- | -------------------------- | ------------------------ |
| 1924                | Origineel gebouw |                     |                            | 180.000                  |
| 1935                | Dakuitbreiding van 1,5 verdieping door architect Philip Trammell Shutze, en twee extra liften | $350.000            |                            |                          |
| 1937                | De 3e verdieping is omgebouwd tot een mode-afdeling met 13 speciaalzaken; er is een recreatieruimte voor werknemers op het dak toegevoegd | $100.000            |                            |                          |
| Dec 1939 - Sep 1940 | Grote vijf verdiepingen tellende toevoeging aan het oorspronkelijke gebouw, ontworpen door Hentz, Adler & Schutze. De toevoeging voegde 15.000 voet toe aan elke verdieping, waardoor Rich's de grootste winkel in het zuiden werd. - - Roltrappen van Otis Elevator Company verbinden de eerste drie verdiepingen. - Nieuwe verzendruimtes, een nieuwe tunnel onder Forsyth Street en een nieuw magazijn aan de overkant van de straat | $1.000.000.         | 75.000                     |                          |
| 1946-48             | Store for Homes, een van Atlanta's vroegste voorbeelden van International Style-architectuur . Het nieuwe lichtgrijze bakstenen en granieten zes verdiepingen tellende gebouw, werd ontworpen door het Atlantase bedrijf Toombs & Creighton, interieurs door Eleanor Le Maire (New York). De eerste verdieping en het plein werden geopend in 1947, voorafgaand aan de grote opening op 29 maart 1948 - 4 verdiepingen tellende, met glas omsloten Crystal Bridge boven Forsyth Street die het hoofdgebouw en het woongebouw met elkaar verbindt | Ongeveer $5.500.000 |                            |                          |
| Augustus 1949       | Capaciteit voor 1.000 auto's, garage van 4 verdiepingen boven het viaduct van Forsyth Street | $600.000            |                            |                          |
| ca. 1949            | Kinderopvang op de 2e verdieping - Berichtenbalie op de 2e verdieping van Crystal Bridge |                     |                            |                          |
| 1951                | 6 verdiepingen tellende winkel voor mannen (nieuw gebouw) - 2 nieuwe (gescheiden) cafetaria's, één voor blanke werknemers (350 zitplaatsen) en één voor zwarte werknemers (met kluisjes en toiletten) - Nieuwe snackbar, nieuwe apotheek |                     |                            |                          |
| 1957                | Rich kocht de rest van het blok waar hun hoofdwinkel was. | $2.000.000          |                            |                          |
| Herfst 1958         | 3 verdiepingen tellend servicegebouw ontworpen door Stevens & Wilkinson. - De bovenste verdieping (ter hoogte van het viaduct van Spring Street) werd gebruikt als parkeerplaats voor 400-500 auto's. - Nieuwe roltrappen, grotere frisdrankbar, nieuwe cafetaria voor zwarte klanten |                     |                            |                          |
| 1961                | 6 verdiepingen tellende parkeergarage voor 6.500 auto's (uitgebreid in 1962) en een bandencentrale. |                     |                            | 1.117.382 (januari 1962) |
| 1964 en 1966        | Uitbreidingen van het Servicegebouw uit 1958 |                     |                            |                          |
| 1966                | Uitbreiding van 6 verdiepingen aan de hoofdwinkel, waardoor er 130.000 vierkante voet aan verkoopruimte wordt toegevoegd |                     | 130.000                    | 1.247.382                |